# Erika Stubenvoll
Erika Stubenvoll (* 26. Jänner 1945 in Wien) ist eine österreichische Politikerin (SPÖ). Sie war ab 1983 Abgeordnete zum Wiener Landtag und Gemeinderat und ab 2001 2. Präsidentin des Wiener Landtages (davor ab 1994 ebenfalls 2. Präsidentin, ab 1996 3. Präsidentin des Wiener Landtages). Im Juni 2009 ging Stubenvoll in den Ruhestand und legte ihre Mandate nieder.
Erika Stubenvoll legte die Matura ab und studierte danach Psychologie an der Uni Wien. Parallel dazu besuchte sie die Akademie für Sozialarbeit für Berufstätige, wo sie in der Folge auch beruflich als Professorin tätig war. Stubenvoll ist seit 1968 Mitglied der SPÖ und arbeitet seit 1970 in der Bezirkspolitik der SPÖ-Floridsdorf mit. Zwischen 1981 und 1991 leitete sie eine Sektion der SPÖ in Floridsdorf. Sie ist seit 1983 Mitglied des Bezirksvorstandes und wurde 1992 zur stellvertretende Vorsitzende des Vorstandes gewählt. Zudem engagierte sich Stubenvoll in der SPÖ Frauenorganisation. Sie war ab 1986 Mitglied des Wiener Frauenkomitees und ab 1988 Vorsitzende des Bezirksfrauenkomitees. 1995 wurde Stubenvoll in den Bundesfrauenvorstand der SPÖ gewählt.
Erika Stubenvoll wurde 1983 als Abgeordnete in den Wiener Landtag und Gemeinderat gewählt. Stubenvoll vertrat die SPÖ zunächst bis 2004 im Ausschuss für „Bildung, Jugend, Information und Sport“, dessen Vorsitz sie zwischen 1988 und 1991 führte. Sie war zudem zeitweise Mitglied im Ausschuss für „Gesundheit und Spitalswesen“ sowie Mitglied des Kontrollausschusses. Stubenvoll war von 1991 bis 1994 5. Vorsitzende des Gemeinderates und wurde 1994 als Zweite Präsidentin des Wiener Landtages angelobt. Sie war zwischen 1996 und 2001 Dritte Präsidentin und wurde 2001 erneut zur Zweiten Präsidentin gewählt. Von 2004 bis 2009 war Stubenvoll Mitglied im Ausschuss für „Gesundheit und Soziales“.
Neben ihrer politischen Tätigkeit engagiert sich Stubenvoll im Sozial- und Bildungsbereich. Sie war Vorstandsmitglied in zahlreichen Kuratorien sowie der Krankenfürsorgeanstalt. Sie engagiert sich im Bildungsbereich in Führungsfunktionen der Volkshochschule Floridsdorf, dem Verband Wiener Volksbildung und der ARGE Frühförderung. Im Sozialbereich ist Stubenvoll zudem in wichtigen Funktionen der Volkshilfe, der „Arbeitsgemeinschaft Wohnplätze, Initiative Arbeit für Menschen mit Behinderung“, der Wiener Sozialdienste, Jugend am Werk und des Österreichischen Komitees für Sozialarbeit tätig.
Stubenvoll ist verheiratet und hat eine Tochter und zwei Enkeltöchter.

## Auszeichnungen
- 2006: Großes Silbernes Ehrenzeichen mit dem Stern für Verdienste um die Republik Österreich[1]
- 2011: Großes Silbernes Ehrenzeichen für Verdienste um das Land Wien